# Fritz Hanel
Fritz Hanel (* 23. Juni 1908 in Breslau; † 14. August 1994 in Nieder-Roden) war ein evangelischer Kirchenbeamter, Bühnenbildner, Buchillustrator, Grafiker und Kunstmaler. Er arbeitete von 1946 bis 1971 hauptberuflich als Beamter im westfälischen Landeskirchenamt in Bielefeld.

## Leben
Fritz Hanel wurde 1908 in Breslau geboren. Während seiner Schulzeit im Zwinger-Gymnasium in Breslau begann er autodidaktisch sein Talent in der Mal- und Zeichenkunst auszubilden. Es gab erste Anerkennung für den jungen Mann und seine künstlerischen Dekorationen bei Schulfesten und Aufführungen.
Nach dem Abitur 1929 während der Weltwirtschaftskrise erhielt er die Möglichkeit einer Ausbildung zum Kirchenbeamten. Er heiratete 1935 die Breslauerin Rose-Maria Patzak. Das Paar bekam drei Kinder.
Von 1941 bis 1945 nahm Hanel am Russlandfeldzug teil und wurde in der Schreibstube einer Fliegerhorst-Einheit in Belarus eingesetzt. Wegen seiner künstlerischen Begabung wurde ihm die Ausmalung von Soldatenheimen in Orscha und Konotop übertragen. Auch entwarf er Theaterkulissen im Rahmen der Wehrmachtbetreuung.
Durch eine kriegsbedingte Verletzung drohte ihm die Amputation der rechten Hand, die ihm aber bis auf den Verlaust des Mittelfingers erspart blieb. Er lernte wieder, mit Stift und Pinsel umzugehen. Die illustrierten Briefe für seine Familie in der Heimat sind noch bewegende Dokumente aus dieser Zeit.
Schwerverletzt verschlug es Hanel während des Rückzugs der deutschen Soldaten aus Russland über Umwege nach Flensburg, wo er durch glückliche Fügung Hilfe erhielt. Dort fand auch nach Kriegsende die Familie wieder zusammen.
In Flensburg hatte sich eine Gruppe kunstbegeisterter und -befähigter junger Menschen zusammengetan. Sie waren voller Ideen für ihre Kunst, voller Hoffnung für einen Neuanfang und darauf, sich neue Existenzen schaffen zu können. Auch Hanel konnte vorübergehend sich und seine Familie von den Einkünften ernähren, die er als Maler und Grafiker während dieser Zeit verdiente.
Vom Spätsommer 1946 bis 1971 war er hauptberuflich beim Landeskirchenamt in Bielefeld als Beamter zuständig für die Belange der Theologiestudenten in der Evangelischen Kirche von Westfalen; sein Vorgesetzter dort war über Jahre Heinrich Reiß.
In seinem Ruhestand lebte er mit seiner Frau in Nieder-Roden bei Offenbach am Main. Dort widmete er sich vehement seiner künstlerischen Neigung. Neben einer Fülle abstrakter Gemälde, die nun entstanden, wurde Hanels handwerkliche und künstlerische Begabung immer wieder eingebunden in die Vorhaben von Gemeinde, Schulen und Jugendgruppen. Mit großem Engagement unterstützte er das Gestalten von Gemeindebriefen, Plakaten, Prospekten, den Ausbau von Jugendräumen, den Bau eines Festwagens anlässlich der 1200-Jahr-Feier seines Wohnortes.
Er führte Kinder und Jugendliche in Projektwochen behutsam dahin, Malerei zu erleben, zu schauen und selbst zu gestalten. Schließlich erhielt er auch später noch ständig Besuche früherer Schüler, die weiterhin seinen Rat suchten.
Dies alles, seine geistige Beweglichkeit, seine vielen Interessen, seine Kunst, seine Hilfsbereitschaft waren die Grundlage dafür, dass ein phantasievoller Mensch auch an seinem beschwerlichen Lebensabend seine Würde, seinen Humor und die Begeisterung fürs Malen und Zeichnen behielt. Fritz Hanel starb im Jahr 1994.

## Werk
Fritz Hanel begann als Bühnenmaler und Bühnenbildner. Nach dem Krieg betätigte er sich zeitweilig als Buchillustrator, Maler und Grafiker. Er liebte Märchen- und Zirkusmotive.
Während einer Urlaubsreise 1962 nach Italien fertigte er eine Reihe von phantasievollen Zeichnungen über das bunte Leben und Treiben in Venedig an. Von jedem Urlaub brachte er gefüllte Skizzenblöcke mit nach Hause.
In seinen großformatigen Ölgemälden löste er sich immer mehr von der Gegenständlichkeit und malte ausdrucksstarke abstrakte Bilder, die in ihrer Farbigkeit und Dynamik immer wieder an seine Märchen- und Zirkusmotive der Frühzeit erinnern.
Während der Flensburger Zeit war Hanel mit dem Maler Bernard Schultze befreundet, der ihn in seiner künstlerischen Entwicklung inspirierte und ermutigte. Auch Fritz Hanel kann zu der Kunstrichtung art informel gezählt werden.

### Buchillustrationen
- 1946: Wolfgang Beyer: Körperbehinderte und Leibesübungen. Durch Lebenswillen zur Lebenskraft. Ein Wegweiser ... mit praktischen Übungsbeispielen (nach Erfahrungen mit Versehrten an Lazaretten). Mit Federzeichnungen von Fritz Hanel, Flensburg-Mürwik 1946, H. H. Nölke Verlag Hamburg.
- 1947: Albrecht Janssen, Gisela Hesse: Andersens Märchen. Bilder von Fritz Hanel. Auswahl und Bearbeitung von Albrecht Janssen. Einbandgestaltung: Gisela Hesse, Hamburg: Globus 1947.
- 1948: Karl Foltz: Kinderlieder, in Worten und Weisen, op. 37. Bilder und grafische Gestaltung: Fritz Hanel, Flensburg: Christian Wolff 1948.[1]
- 1948: Karl Foltz: Neue Kinderlieder, in Worten und Weisen, op. 42. Gewidmet: Meinem Töchterchen Claudia. Bilder und grafische Gestaltung: Fritz Hanel, Köln: Willy Würges 1948.[2]

### Bilder und Zeichnungen

#### Privatbesitz der Familie
- 1941 ff: Zeichnungen aus der Soldatenzeit
- 1945 ff: Biblische Motive, Märchenmotive, Zirkusmotive
- 1962: Venezianische Impressionen
- 1970 ff: Abstrakte Gemälde

#### Privatbesitz Wilhelm Jacobsen
- 1945: Am Stadttor
- 1945: Jahrmarkt
- 1945: Zirkuswagen (online auf pkgodzik.de)

#### Privatbesitz Peter Godzik
- 1946: Der Zirkus kommt
- 1947: Die Ankunft der Prinzessin (online auf pkgodzik.de)

## Schüler
- René Fox[3]

## Trivia
Fritz Hanel wird wegen der Namensabkürzung „F. Hanel“ bei Internet-Recherchen oft mit dem Zeichner Franz Hanel und der fränkischen Journalistin und Kochbuch-Autorin Franziska Hanel verwechselt.
In der Zeitschrift Die Zeit vom 17. September 1965 behauptet der Journalist Peter Stähle, ein Fritz Hanel habe sich während des Wahlkampfes zur Bundestagswahl 1965 an der internen Wahlkampfaktion der SPD im Wahlkreis Kaiserslautern „Mit Humor und Geist“ beteiligt, in deren Verlauf rund 750.000 Postkarten mit politischen Karikaturen der SPD-Prominenz verschickt wurden. Mit den Karten sollten SPD-Mitglieder Angehörige, Kollegen und Nachbarn zur Stimmabgabe animieren. Er schreibt: „Als Schöpfer der Karikaturen nannte der ‚Spiegel’ in der vergangenen Woche die ‚Graphiker’ Lars Aberg und Fritz Hanel.“ Der Spiegel hatte aber lediglich von den Graphikern „Aberg und Hanel“ geschrieben und meinte damit Walter Hanel und Karl Garbe alias Lars Aberg.